# 桂文團治
桂 文團治（かつら ぶんだんじ）は、上方落語の名跡。現在は空き名跡。文団治とも表記する。
初代が、師匠・桂文枝の「文」、歌舞伎の初代市川右團次の「團」、桂一門の宗家・桂文治の「治」から「文團治」としたのが始まり。
代々の紋は初代市川右團次の紋であった三升に花菱を合わせたもの（「菱三升に花菱」）。
- 2代目桂文團治 - 後∶7代目桂文治

## 初代
初代 桂文團治（1843年（天保14年） - 1886年（明治19年）9月14日）は、上方落語の落語家本名：鈴木 清七。あだ名と俳名は「塩鯛」。このあだ名は、当時の新聞記事から、眼窩がくぼんだ容貌によりつけられたと推察されている。

### 経歴
元は米屋の養子であったともいい、かもじ屋であったとも伝える。素人落語の連中に加わり半面を付けて高座に上がり三味線を弾いて人気を取った。
1871年頃に初代桂文枝の門下で「初代桂米丸」を名乗る。1873年 - 1875年頃に初代市川右團次の懇意から「文團治」を名乗る。この改名時期については、『落語系圖』の明治3 - 5年の番付記載が「米丸」、1875年1月改版の番付で「文團治」が見えることによる。同門の初代桂文三、2代目桂文都、初代桂文之助らとともに「四天王」として称えられた。
明治10年代には平野町に自身の寄席を営むほどであった。
1886年、2代目林家延玉（3代目林家文吾）、4代目林家正三と同じく、流行のコレラのため若くして死去。墓所は師の初代文枝と同じ天王寺圓成院（別名遊行寺）。

### 芸風
その実力・人気ともにずば抜け、2代目桂文枝（桂文左衛門）に拮抗しうるのは文團治のみとも称された。新聞落語なども手掛けたようだが、あくまでも正統派を貫いた。『米揚げ笊』はこの初代の作といわれる。
『三枚起請』『妾通い』等の色っぽいネタを得意とした。

### 人物
性格は覇気満々で、気性が荒く、協調性にも欠け、一門との対立も絶えず1879年ころには四天王のほかの3人と対立し一門を脱退した。贔屓や侠客が仲裁に入ったりもしたが折れず、一門の弟弟子の桂米團治にも去られ愛想をつかされ孤立してしまった。
ある時沖仲仕の荒くれ男が寄席で『蜆売り』を聴き情に溢れ泣いてしまう。その後『笑うつもりで寄席に来たのに、オイオイ泣かすとは勘弁ならん』と楽屋に怒鳴り込んできた。文團治は返す刀で『笑うところ、泣くところ有っての芸で御座います。』と挨拶し金5円を包んで渡し、大喜びで帰った男は後に近所では『蜆売りの平吉』で通ったという。

### 弟子
- 7代目桂文治
- 3代目桂文都

#### 移籍
- 初代小福團治 - 初代桂文之助門下へ移籍
- 初代桂歌團治 - 3代目笑福亭松鶴門下へ移籍
- 3代目桂文團治 - 7代目桂文治門下へ移籍
- 桂都三 - 2代目桂文三門下へ移籍

## 3代目
3代目 桂 文團治（1856年（安政3年） - 1924年（大正13年）4月9日）は、上方落語の落語家。本名：前田 七三郎。享年69。

### 経歴
道頓堀金屋町の公儀銅吹屋・大阪屋儀兵衛の一人息子として生まれるが、明治維新で生家が廃業となり、商家で丁稚奉公をする。16歳の時からは放蕩を覚える。初代桂文三の『軒付浄瑠璃』を聞いたことで落語に興味を持つ。
1879年、23歳の時に神戸湊席に出ていた立川三玉齋に入門し、「三吉」を名乗る。三玉齋の死後、1879年ころに2代目桂文枝の門下に移り「桂文朝」を名乗る。さらに京都の3代目林家菊枝門下に移籍し、「菊松」を名乗る。その後、初代桂文團治の門下となり、「初代米朝」、1885年に「順朝」、1886年に再度「米朝」と、名を改めた。しかし、極道によって師の勘気を蒙ったため、弟弟子の2代目桂文團治に預けられる形で移った。生傷の絶えない厳しい稽古が嫌になったともされる。1887年に「2代目米團治」を襲名する（ただし当初は「圭喜亭米團治」だった）。
この時期は京都での活動が中心だったが、1892年10月に大阪に戻り、2代目文團治に付き従う。1908年11月に、2代目文團治が「7代目桂文治」を襲名するのにあわせて「3代目桂文團治」を襲名した。
晩年は喉頭癌となり、1923年5月の南地花月で『泣塩』を演じたのが最後の高座となる
。1924年4月に引退披露をおこない、直後に喉頭癌で死去した。引退披露では口上が無言となり、涙を誘ったという。

### 芸風
極道の経験から口演には艶があり、大看板らしい風格もあったと伝わる。米團治時代は『五人裁き』『立ち切れ線香』、文團治時代には『蜆売り』『鴻池の犬』などを十八番とした。

### 人物
当時住んでいた住所から「畳屋町の師匠」と呼ばれた。 
なお前座のヘタリ時代に林家とみも小言を言われ難儀したとインタビューの取材で語っていた。
全身に48枚の花札の彫り物を散らしていた。米朝時代には着物を脱いで彫り物を披露しながら『鬼』などの踊りを踊る芸もした。座敷ではふんどし姿になってその花札を数えさせ、どうしても一枚足りないところで、客から「ふんどし取れ」と声がかかる、しかしふんどし取らず片足を上げると、足の裏には雨のカス札が彫ってある、という趣向で受けたという。彫り物は銭湯に行くと客から声が掛かるほどだったという。あまりにも見事だったため洋画家の小出楢重がスケッチしたほどであった。
没後噺家芝居で使用したかつらなどは借金のかたとして吉本興業に取られ、それを三遊亭志ん蔵が譲り受けた。その後は晩年の志ん蔵を世話していた3代目桂米朝が志ん蔵の夫人から譲り受けた。
俳優の嵐寛寿郎は、この3代目桂文團治の義理の孫に当たる。3代目桂文團治の妻の前夫が、人形浄瑠璃の初代桐竹紋十郎で、その孫が嵐寛寿郎である。

### 弟子
- 3代目桂米團治
- 3代目桂塩鯛 - 4代目笑福亭松鶴門下から移籍
- 4代目桂文團治

## 4代目
4代目 桂 文團治（1878年（明治11年）8月6日 - 1962年（昭和37年）12月14日）は、上方落語の落語家。本名：水野 音吉。

### 経歴
京都府京都市下京区が本籍地である。水芸一座の後見役、新派の俳優、曾我廼家一座の頭取などを経て噺家になった。
1894年5月20日、2代目桂米團治に入門、「桂麦團治」を名乗る。次に上方初代三笑亭芝楽の門下で「2代目三笑亭小芝」を名乗る。さらに三升家紋彌の門下に移籍し、「紋兵衛」を名乗る。1921年以降、旅興行で講談を手がける際は当時の住所の森之宮杉山町から取った「杉山文山」を、落語家としては再び「桂麦團治」を名乗る。旅興行は多く、三升屋紋兵衛の名義で一座を率いて台湾にまで足を伸ばした。
1949年ごろ、4代目桂文團治を襲名した。実際には戦中、地方巡業の時などには勝手に文團治を名乗っていた模様である。これは、兄弟子である3代目桂米團治、その弟子4代目桂米團治の二人が大きく育てた名跡である「米團治」が止め名となったため。一時は高座から退いていたが、朝日放送ラジオで1955年に始まった『上方落語をきく会』には第1回から出演した。1957年に上方落語協会が発足すると顧問を務めた。
喘息持ちであったため、死因も喘息による心臓発作だった。
没後の1993年11月28日に、弟子の4代目桂文紅が「三十三回忌追善法要」を営んでいる。

### 芸風
艶笑噺（バレ噺）や怪談噺も含め、膨大な持ちネタを誇った。また長い演目をコンパクトに纏めて演じるのが得意であった。
歴代の桂春団治に『鋳掛屋』を伝え、3代目桂春団治には『高尾』も稽古付けた。東京の5代目柳家小さんには『帯久』と『らくだ』の稽古を付けている。
朝日放送には『上方落語をきく会』で収録された音源が残されていて、2011年9月にビクターからCD化された（3枚で8演目）。
戦前の高座では、講談のほか、「霊狐術」（一種の超能力を装った手品）や「新粉細工」など、色物も手がけている。
講談をやっていたころは特定の師匠はいなかったが、古本屋で速記本を買ってきては覚え、落語の要素を入れたりくすぐりを入れたりして工夫して演じていた。

#### 得意演目
- 『島巡り』
- 『三十石』
- 『鬼あざみ』
- 『帯久』
- 『らくだ』

### 人物
「ゴジラ」の愛称で親しまれた。天理教の信徒であった。
実子が弟子入りして桂一二三となり、後に曾我廼家五郎門下に移って曾我廼家勢蝶に改名したが、若くして死去した。
3代目桂米朝の回想では、戦後まもない1947年に結成した若手落語家の集まり「さえずり会」の落語会に当時の落語家を呼ぶ際、文團治は「お金出したら来てくれる」人で、出演をもちかけるとまず「なんぼくれんねん? 」と言われたという。また、夏になると芸人を集めた地方巡業で怪談噺を演じてそれなりに稼ぐ「生活力のある人」だったと述べている。
上方落語を代表する初代桂春団治は同い年で誕生日も2日違い。初代春団治は7代目桂文治の弟子なので、系図上は四代目文團治の叔父弟子が初代春団治である。

### 弟子
- 2代目桂麦團治
- 4代目桂文紅
- 桂一二三 - 実子。のち曾我廼家五郎門下に移り曾我廼家勢蝶
- 桂綾之助

没時まで唯一現役だった弟子・文紅は、5代目文團治襲名を考えてはいたようだが、「まだ尚早」として結局襲名しないまま亡くなった。4代目文紅には弟子がいないため、4代目桂文團治の系統は途絶えた。
しかし、4代目桂文團治の兄弟子である3代目桂米團治の系統は現在の上方落語界で最大勢力となっており、文紅の没後は、文團治ゆかりの名である「桂米團治」の名跡を、3代目桂米團治の曾孫弟子が5代目を、同じく文團治系の「桂塩鯛」の名跡は3代目桂米團治の玄孫弟子が4代目を襲名している。